# Salento, Quindío
Salento je mesto in občina na severovzhodu departmaja Quindío v Kolumbiji. Občina se razprostira na 377,67 km2. To je bilo prvo naselje v Quindíu moderne dobe in prva občina, ustanovljena v departmaju. Samo mesto Salento je 24 km severovzhodno od glavnega mesta departmajev Armenie. Leta 2005 je imela občina Salento ocenjeno 7247 prebivalcev, od tega jih je 3597 živelo v glavnem mestnem območju.
Glavna pot od Popayána in Calija do mesta Bogotá je včasih potekala skozi Salento, ko pa je bila pot preusmerjena, je mesto postalo izolirano in se ni razvijalo tako hitro kot ostala regija. Zaradi tega je ohranilo več svoje tradicionalne kolonialne arhitekture kot skoraj katero koli drugo mesto v eje cafetero, skupaj s tihim in sproščenim načinom življenja, zaradi česar sta mesto in bližnja dolina Cocora med najbolj priljubljenimi turističnimi destinacijami v Kolumbiji. Zgodovinsko središče mesta je bilo leta 2011 vpisano na Unescov seznam svetovne dediščine kot del "Coffee Cultural Landscape" (Kolumbijska regija kave).

## Geografija
Občina Salento je v severovzhodnem vogalu departmaja Quindío. Meji na občini Filandijo in Circasio na zahodu, Armenio in Calarcá na jugozahodu, departma Tolima na vzhodu in departma Risaralda na severu. Njena geografija je raznolika, saj se dviga od okoli 1300 m v rodovitnih dolinah na zahodu občine do trajno zasneženega vrha Nevado del Quindío, ki je s 4750 m najvišja točka departmaja Quindío.
Samo mesto Salento leži na planoti nad dolino reke Quindío. Odsek rečne doline od Salenta do vrha reke je znan kot dolina Cocora. Mesto je na povprečni nadmorski višini 1895 metrov, s strmimi padci do dna doline na severnem in zahodnem obodu.
Zaradi svoje nadmorske višine in bližine visokih gora Cordillere Central je podnebje Salenta zmerno. Povprečna letna temperatura mesta je 15 °C.

## Zgodovina
V kolonialni dobi je glavna pot od Popayána do Bogote potekala čez prelaz Quindío (alias "La Línea") in skozi sodobno mesto Salento. Leta 1830 je pot prehodil Simón Bolívar in ukazal, da jo zaradi slabega stanja in strateškega pomena nadgradijo. Vendar je bilo mesto ustanovljeno šele 5. januarja 1842, po Guerra de los Supremos. Politične zapornike iz te vojne so pošiljali iz Paname, departmajev Antioquie in Cauce, da bi posodobili in vzdrževali cesto. Po končani kazni so dobili zemljišče v regiji.
Mesto kazenske kolonije je bilo znano kot Barcinales, kjer je danes Salento. Vendar je bilo glavno naselje v dolini v Boquíi, kjer se potok Boquía pridruži reki Quindío. Družine zapornikov so prispele in zgradile svoje hiše v Boquíi in ustanovile kmetije gorvodno v dolini Cocora.
Nekje okoli leta 1854 je poplava reke Quindío uničila naselje Boquía, preživeli pa so obnovili svoje hiše v Barcinalesu. Za novo naselje so ohranili ime Boquía in spremenili ime prvotnega naselja v Pueblo Viejo.
Leta 1864 je popis nove Boquíe pokazal, da je imela 581 prebivalcev. Poklicna razčlenitev je obsegala 148 kmetov, 2 mizarja, 1 kovača, 11 zdravnikov, 1 odvetnika, 2 krojača, 4 delavce, 11 trgovcev in 11 ur.
Leta 1865 je bila Boquía uradno razglašena za občino in njeno ime je bilo ponovno spremenjeno v Villa de Nueva Salento, ime Boquía pa se je vrnilo v prvotno naselje v dolini. Novo ime je občina dobila v čast Salentu, regiji na jugu Italije.

## Turistične zanimivosti
Mesto je ena glavnih turističnih znamenitosti Kolumbije, zahvaljujoč svoji mirni naravi (čeprav je ob vikendih in praznikih polno turistov), impresivni pokrajini, enostavnem dostopu do doline Cocora in ohranitvi velikega dela prvotne arhitekture bahareque, značilna za regijo eje cafetero. Ta slog arhitekture je še posebej opazen na ulici Carrera 6, alias Calle Real (Kraljeva cesta), cesti, ki vodi severovzhodno od mestnega trga do miradorja (razgledne točke), Alto de la Cruz. Cesta je glavna prometna cesta Salenta in vsebuje številne trgovine, ki prodajajo predvsem izdelke domače obrti.
Do Alto de la Cruz se pride s konca Calle Real po 250 stopnicah, označenih s štirinajstimi križevimi postajami, ki so na poti razporejene v intervalih. Alternativna, manj neposredna pot do miradorja po cesti se izogiba stopnicam. Z miradorja je obsežen razgled na dolino Cocora in številne gore narodnega naravnega parka Los Nevados.
Restavracije, zlasti tiste na mestnem trgu, so specializirane za sladkovodne postrvi (lokalno gojene v dolini Cocora), kuhane v različnih omakah in postrežene na velikem pataconu, ocvrtki iz zelene banane.
Salento je izhodišče za izlete v dolino Cocora in pohodništvo po narodnem naravnem parku Los Nevados: džip taksiji zapustijo mestni trg in se peljejo 11 km navzgor po dolini do naselja "Cocora", od koder je mogoče raziskati dolino. peš ali na konju po številnih poteh.
Mestni praznik poteka vsako leto v prvem tednu januarja in sovpada s praznovanjem obletnice ustanovitve mesta 5. januarja.
- Plaza de Bolívar
- Calle Real
- Cerkev Nuestra Señora del Carmen
- Ulica vf Salentu
- Dolina Cocora

## Gospodarstvo
Turizem je prevladujoče gospodarstvo mesta, zunaj mestnega območja pa sta še vedno pomembna kmetovanje in kmetijstvo, med drugim pridelava mleka in kave ter cvetja.